# Nguyễn Hồng Hà
Nguyễn Hồng Hà (Saigon, 20 giugno 1955 – 23 dicembre 2012) è stata una costumista vietnamita naturalizzata statunitense, accreditata come Ha Nguyen.

## Biografia
Fuggì dal Vietnam con la famiglia nel 1975, un giorno prima della caduta di Saigon. Trasferitasi in California, studiò belle arti all'università statale di San Diego, specializzandosi poi in design della moda al Fashion Institute of Design & Merchandising di Los Angeles.
Costumista di molti film hollywoodiani di successo tra anni novanta e duemila, fu candidata a un Saturn Award per i migliori costumi per The Mask. Nel 1996, fu invitata a unirsi all'Academy of Motion Picture Arts and Sciences, prima vietnamita nella storia, ricoprendovi per dieci anni un ruolo nella Commissione per i film in lingua straniera.
Sposata con Dean Hyde, produttore e sceneggiatore di Moon 44 - Attacco alla fortezza, che è stato il suo primo film da costumista, è sepolta a fianco a lui al Forest Lawn Memorial Park di Hollywood Hills.

## Filmografia

### Cinema
- Moon 44 - Attacco alla fortezza (Moon 44), regia di Roland Emmerich (1990)
- Occhi nella notte (Night Eyes), regia di Jag Mundhra (1990)
- Cose dell'altro mondo (Suburban Commando), regia di Burt Kennedy (1991)
- Timescape, regia di David Twohy (1991)
- Tartarughe Ninja III (Teenage Mutant Ninja Turtles III), regia di Stuart Gillard (1993)
- RoboCop 3, regia di Fred Dekker (1993)
- Tra cielo e terra (Heaven & Earth), regia di Oliver Stone (1993)
- The Mask, regia di Chuck Russell (1994)
- Mortal Kombat, regia di Paul W. S. Anderson (1995)
- Vampiro a Brooklyn (Vampire in Brooklyn), regia di Wes Craven (1995)
- Il professore matto (The Nutty Professor), regia di Tom Shadyac (1996)
- L'occhio del male (Thinner), regia di Tom Holland (1996)
- Uno sbirro tuttofare (Metro), regia di Thomas Carter (1997)
- Ipotesi di complotto (Conspiracy Theory), regia di Richard Donner (1997)
- Arma letale 4 (Lethal Weapon 4 ), regia di Richard Donner (1998)
- Payback - La rivincita di Porter (Payback), regia di Brian Helgeland (1999)
- Il mistero della casa sulla collina (House on Haunted Hill), regia di William Malone (1999)
- Sunset Strip, regia di Adam Collis (2000)
- Codice: Swordfish (Swordfish), regia di Dominic Sena (2000)
- Il castello (The Last Castle), regia di Rod Lurie (2001)
- Pluto Nash (The Adventures of Pluto Nash), regia di Ron Underwood (2002)
- Amici × la morte (Cradle 2 the Grave), regia di Andrzej Bartkowiak (2003)
- Mozart and the Whale, regia di Petter Næss (2005)
- In the Mix - In mezzo ai guai (In the Mix), regia di Ron Underwood (2005)
- Capitan Zoom - Accademia per supereroi, regia di Peter Hewitt (2006)
- Grace Is Gone, regia di Jim Strouse (2007)
- Shooter, regia di Antoine Fuqua (2007)
- The Maiden Heist - Colpo grosso al museo (The Maiden Heist), regia di Peter Hewitt (2009)
- Priest, regia di Scott Stewart (2011)
- Super 8, regia di J. J. Abrams (2011)
- Jimmy Bobo - Bullet to the Head (Bullet to the Head), regia di Walter Hill (2012)

### Televisione
- Norma Jean e Marilyn (Norma Jean & Marilyn), regia di Tim Fywell – film TV (1996)
- Il prezzo della giustizia (The Jack Bull), regia di John Badham – film TV (1999)
- Line of Fire – serie TV, episodio 1x01 (2003)
- Back When We Were Grownups, regia di Ron Underwood – film TV (2004)
- In from the Night, regia di Peter Levin – film TV (2006)
- Living Proof - La ricerca di una vita (Living Proof), regia di Dan Ireland – film TV (2008)
- Drop Dead Diva – serie TV, episodio 1x01 (2009)
- Revolution – serie TV, episodio 1x01 (2012)

## Riconoscimenti
- Saturn Awards
  - 1995 - Candidatura ai migliori costumi per The Mask